# Vologases VI de Partia

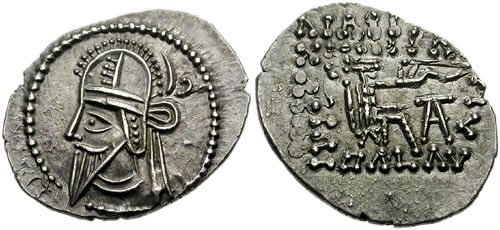
Moneda de Vologases VI.

Vologases VI de Partia (en persa: بلاش ششم‎, Balash), fue un gobernante del Imperio parto entre los años 208 y 228.
Vologases VI sucedió a su padre, Vologases V de Partia (191-208) en el trono del Imperio parto. Tras su ascenso al trono, su hermano Artabán IV (213-224) se rebeló contra él, haciéndose con la mayor parte del Imperio. A pesar de ello, Vologases VI mantuvo el control sobre parte de Babilonia.
Mientras en el Imperio parto se producían estas disputas dinásticas, Ardacher I (226-241), fundador de la dinastía sasánida, derrotó y asesinó a Artabán IV en 226, conquistando las provincias orientales de Partia. Durante los siguientes años, Ardacher expandió todavía más su nuevo imperio, derrotando o deponiendo a Vologases VI alrededor del año 228.